# 6118 Mayuboshi
6118 Mayuboshi eller 1986 QX3 är en asteroid i huvudbältet som upptäcktes den 31 augusti 1986 av den belgiske astronomen Henri Debehogne vid La Silla-observatoriet. Namnet är hämtat ur en japansk dikt.
Asteroiden har en diameter på ungefär 11 kilometer.